# 拉维尔欧布瓦
拉维尔欧布瓦（法語：Laville-aux-Bois，法語發音：[lavil o bwa]）是法国上马恩省的一个市镇，属于肖蒙区。

## 地理
拉维尔欧布瓦（48°5'43"N, 5°13'37"E）面积13.44 平方千米，位于法国大東部大區上马恩省，该省份为法国东北部内陆省份，北起马恩省和默兹省，西接奥布省，西南接科多尔省，东南接上索恩省，东临孚日省。
与拉维尔欧布瓦接壤的市镇（或旧市镇、城区）包括：比耶勒、肖蒙、沙马朗德-舒瓦涅、马恩河畔吕济、普朗日、韦尔比耶勒。

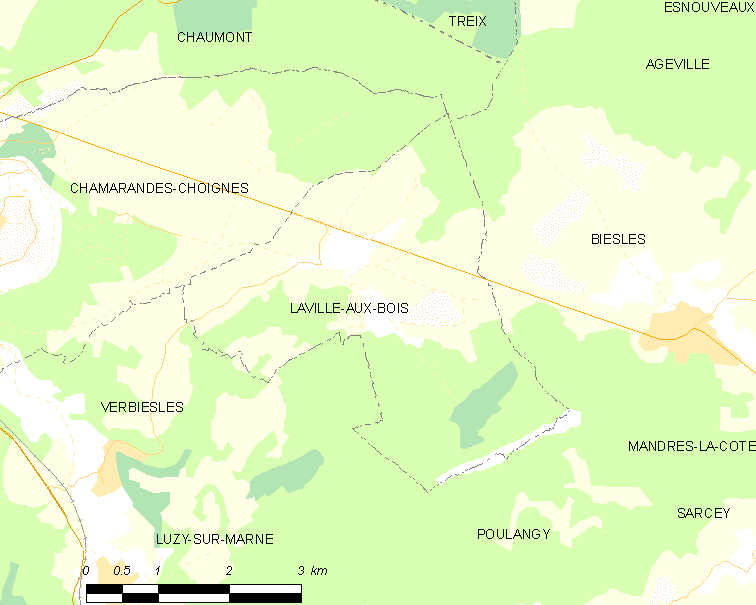
拉维尔欧布瓦的OSM定位图

拉维尔欧布瓦的时区为UTC+01:00、UTC+02:00（夏令时）。

## 行政
拉维尔欧布瓦的邮政编码为52000，INSEE市镇编码为52276。

## 政治
拉维尔欧布瓦所属的省级选区为肖蒙第二县。

## 人口

1962-2008年间拉维尔欧布瓦人口变化图示

拉维尔欧布瓦于2022年1月1日时的人口数量为238人。